# 1999–2000-es magyar labdarúgókupa
Az 1999–2000-es magyar labdarúgókupa a sorozat 61. kiírása volt. A döntőben az MTK és a Vasas mérkőzött meg. A győzelmet az MTK szerezte meg.

## 1. forduló
hivatalos játéknapok: július 24., 31., augusztus 4.
1. csoport
| Hely. | Csapat              | M | Gy | D | V | G+ | G– | Gk | P | Továbbjutás vagy kiesés     |     | PÁPA | HAL | SÁR | MOS |
| ----- | ------------------- | - | -- | - | - | -- | -- | -- | - | --------------------------- | --- | ---- | --- | --- | --- |
| 1.    | Pápai ELC           | 3 | 2  | 1 | 0 | 4  | 1  | +3 | 7 | Továbbjutott a 2. fordulóba |     | —    | 2–0 | 0–0 | 2–1 |
| 2.    | Haladás             | 3 | 2  | 0 | 1 | 3  | 3  | 0  | 6 | Továbbjutott a 2. fordulóba |     | 0–2  | —   | 1–0 | 2–1 |
| 3.    | Sárvár              | 3 | 0  | 2 | 1 | 1  | 2  | −1 | 2 |                             |     | 0–0  | 0–1 | —   | 1–1 |
| 4.    | Mosonmagyaróvári TE | 3 | 0  | 1 | 2 | 3  | 5  | −2 | 1 |                             | 1–2 | 1–2  | 1–1 | —   |     |

2. csoport
| Hely. | Csapat          | M | Gy | D | V | G+ | G– | Gk  | P | Továbbjutás vagy kiesés     |     | ETO | CELL | BEL | AJKA |
| ----- | --------------- | - | -- | - | - | -- | -- | --- | - | --------------------------- | --- | --- | ---- | --- | ---- |
| 1.    | Győri ETO FC    | 3 | 3  | 0 | 0 | 14 | 1  | +13 | 9 | Továbbjutott a 2. fordulóba |     | —   | 2–1  | 6–0 | 6–0  |
| 2.    | Celldömölki VSE | 3 | 2  | 0 | 1 | 11 | 2  | +9  | 6 | Továbbjutott a 2. fordulóba |     | 1–2 | —    | 7–0 | 3–0  |
| 3.    | Beledi SE       | 3 | 1  | 0 | 2 | 4  | 13 | −9  | 3 |                             |     | 0–6 | 0–7  | —   | 4–0  |
| 4.    | Ajkai SE        | 3 | 0  | 0 | 3 | 0  | 13 | −13 | 0 |                             | 0–6 | 0–3 | 0–4  | —   |      |

Az Ajka-Celldömölk mérkőzés elmaradt, a mérkőzés 3 pontját 3-0-val a Celldömölk kapta.
3. csoport
| Hely. | Csapat               | M | Gy | D | V | G+ | G– | Gk | P | Továbbjutás vagy kiesés     |     | VESZ | ZTE | HAR | KAP |
| ----- | -------------------- | - | -- | - | - | -- | -- | -- | - | --------------------------- | --- | ---- | --- | --- | --- |
| 1.    | Veszprém LC          | 3 | 2  | 1 | 0 | 6  | 2  | +4 | 7 | Továbbjutott a 2. fordulóba |     | —    | 1–1 | 3–1 | 2–0 |
| 2.    | Zalaegerszegi TE     | 3 | 2  | 1 | 0 | 4  | 2  | +2 | 7 | Továbbjutott a 2. fordulóba |     | 1–1  | —   | 2–1 | 1–0 |
| 3.    | Harkány              | 3 | 1  | 0 | 2 | 4  | 6  | −2 | 3 |                             |     | 1–3  | 1–2 | —   | 2–1 |
| 4.    | Kaposvári Rákóczi FC | 3 | 0  | 0 | 3 | 1  | 5  | −4 | 0 |                             | 0–2 | 0–1  | 1–2 | —   |     |

4. csoport
| Hely. | Csapat            | M | Gy | D | V | G+ | G– | Gk | P | Továbbjutás vagy kiesés     |     | KAP | VID | HÉV | ATOM |
| ----- | ----------------- | - | -- | - | - | -- | -- | -- | - | --------------------------- | --- | --- | --- | --- | ---- |
| 1.    | Kaposfüred        | 3 | 2  | 1 | 0 | 7  | 2  | +5 | 7 | Továbbjutott a 2. fordulóba |     | —   | 2–2 | 2–0 | 3–0  |
| 2.    | Videoton Fehérvár | 3 | 1  | 2 | 0 | 8  | 5  | +3 | 5 | Továbbjutott a 2. fordulóba |     | 2–2 | —   | 5–2 | 1–1  |
| 3.    | Hévíz             | 3 | 1  | 0 | 2 | 3  | 7  | −4 | 3 |                             |     | 0–2 | 2–5 | —   | 1–0  |
| 4.    | Atomerőmű SE      | 3 | 0  | 1 | 2 | 1  | 5  | −4 | 1 |                             | 0–3 | 1–1 | 0–1 | —   |      |

5. csoport
| Hely. | Csapat           | M | Gy | D | V | G+ | G– | Gk  | P | Továbbjutás vagy kiesés     |     | DUN | KER | BAR | KOR |
| ----- | ---------------- | - | -- | - | - | -- | -- | --- | - | --------------------------- | --- | --- | --- | --- | --- |
| 1.    | Dunaferr         | 6 | 3  | 0 | 3 | 15 | 1  | +14 | 9 | Továbbjutott a 2. fordulóba |     | —   | 5–1 | 5–0 | 5–0 |
| 2.    | III. kerületi FC | 4 | 2  | 0 | 2 | 6  | 7  | −1  | 6 | Továbbjutott a 2. fordulóba |     | 1–5 | —   | 3–1 | 2–1 |
| 3.    | Baracs           | 2 | 1  | 0 | 1 | 3  | 8  | −5  | 3 |                             |     | 0–5 | 1–3 | —   | 2–0 |
| 4.    | Koroncó          | 0 | 0  | 0 | 0 | 1  | 9  | −8  | 0 |                             | 0–5 | 1–2 | 0–2 | —   |     |

6. csoport
| Hely. | Csapat         | M | Gy | D | V | G+ | G– | Gk | P | Továbbjutás vagy kiesés     |     | KIS | BOD | SZÁZ | DOR |
| ----- | -------------- | - | -- | - | - | -- | -- | -- | - | --------------------------- | --- | --- | --- | ---- | --- |
| 1.    | Kispest Honvéd | 3 | 1  | 2 | 0 | 6  | 5  | +1 | 5 | Továbbjutott a 2. fordulóba |     | —   | 1–1 | 3–3  | 2–1 |
| 2.    | Bodajk FC      | 3 | 1  | 2 | 0 | 4  | 3  | +1 | 5 | Továbbjutott a 2. fordulóba |     | 1–1 | —   | 3–2  | 0–0 |
| 3.    | Százhalombatta | 3 | 1  | 1 | 1 | 9  | 8  | +1 | 4 |                             |     | 3–3 | 2–3 | —    | 4–2 |
| 4.    | Dorog          | 3 | 0  | 1 | 2 | 3  | 6  | −3 | 1 |                             | 1–2 | 0–0 | 2–4 | —    |     |

7. csoport
| Hely. | Csapat      | M | Gy | D | V | G+ | G– | Gk | P | Továbbjutás vagy kiesés     |     | SIÓ | FÓT | ABDA | BUD |
| ----- | ----------- | - | -- | - | - | -- | -- | -- | - | --------------------------- | --- | --- | --- | ---- | --- |
| 1.    | BTV Siófok  | 3 | 3  | 0 | 0 | 10 | 2  | +8 | 9 | Továbbjutott a 2. fordulóba |     | —   | 3–1 | 6–1  | 1–0 |
| 2.    | Fót         | 3 | 1  | 1 | 1 | 8  | 7  | +1 | 4 | Továbbjutott a 2. fordulóba |     | 1–3 | —   | 4–4  | 3–0 |
| 3.    | Abda        | 3 | 1  | 1 | 1 | 12 | 13 | −1 | 4 |                             |     | 1–6 | 4–4 | —    | 7–3 |
| 4.    | Budafoki LC | 3 | 0  | 0 | 3 | 3  | 11 | −8 | 0 |                             | 0–1 | 0–3 | 3–7 | —    |     |

8. csoport
| Hely. | Csapat     | M | Gy | D | V | G+ | G– | Gk | P | Továbbjutás vagy kiesés     |     | BVSC | GÁZ | CEG | MON |
| ----- | ---------- | - | -- | - | - | -- | -- | -- | - | --------------------------- | --- | ---- | --- | --- | --- |
| 1.    | BVSC-Zugló | 3 | 3  | 0 | 0 | 8  | 2  | +6 | 9 | Továbbjutott a 2. fordulóba |     | —    | 1–0 | 3–0 | 4–2 |
| 2.    | Gázszer FC | 3 | 2  | 0 | 1 | 4  | 2  | +2 | 6 | Továbbjutott a 2. fordulóba |     | 0–1  | —   | 3–1 | 1–0 |
| 3.    | Cegléd     | 3 | 1  | 0 | 2 | 5  | 8  | −3 | 3 |                             |     | 0–3  | 1–3 | —   | 4–2 |
| 4.    | Monor SE   | 3 | 0  | 0 | 3 | 4  | 9  | −5 | 0 |                             | 2–4 | 0–1  | 2–4 | —   |     |

A Cegléd-BVSC mérkőzésen a Cegléd hat játékossal jelent meg. A győzelemért járó pontokat a BVSC kapta 3-0-val.
9. csoport
| Hely. | Csapat           | M | Gy | D | V | G+ | G– | Gk | P | Továbbjutás vagy kiesés     |     | DIÓ | PÁSZ | REAC | HEV |
| ----- | ---------------- | - | -- | - | - | -- | -- | -- | - | --------------------------- | --- | --- | ---- | ---- | --- |
| 1.    | Diósgyőri FC     | 3 | 2  | 1 | 0 | 10 | 2  | +8 | 7 | Továbbjutott a 2. fordulóba |     | —   | 1–1  | 6–0  | 3–1 |
| 2.    | Pásztó           | 3 | 1  | 2 | 0 | 4  | 2  | +2 | 5 | Továbbjutott a 2. fordulóba |     | 1–1 | —    | 0–0  | 3–1 |
| 3.    | Rákospalotai EAC | 3 | 0  | 2 | 1 | 2  | 8  | −6 | 2 |                             |     | 0–6 | 0–0  | —    | 2–2 |
| 4.    | Heves            | 3 | 0  | 1 | 2 | 4  | 8  | −4 | 1 |                             | 1–3 | 1–3 | 2–2  | —    |     |

10. csoport
| Hely. | Csapat           | M | Gy | D | V | G+ | G– | Gk | P | Továbbjutás vagy kiesés     |     | TÁP | BKV | SBTC | JÁSZ |
| ----- | ---------------- | - | -- | - | - | -- | -- | -- | - | --------------------------- | --- | --- | --- | ---- | ---- |
| 1.    | Tápiószentmárton | 3 | 1  | 2 | 0 | 8  | 6  | +2 | 5 | Továbbjutott a 2. fordulóba |     | —   | 2–2 | 3–1  | 3–3  |
| 2.    | BKV Előre SC     | 3 | 1  | 2 | 0 | 4  | 3  | +1 | 5 | Továbbjutott a 2. fordulóba |     | 2–2 | —   | 1–0  | 1–1  |
| 3.    | Salgótarjáni BTC | 3 | 1  | 0 | 2 | 7  | 4  | +3 | 3 |                             |     | 1–3 | 0–1 | —    | 6–0  |
| 4.    | Jászfényszaru    | 3 | 0  | 2 | 1 | 4  | 10 | −6 | 2 |                             | 3–3 | 1–1 | 0–6 | —    |      |

11. csoport
| Hely. | Csapat       | M | Gy | D | V | G+ | G– | Gk | P | Továbbjutás vagy kiesés     |     | CSEP | MEZ | TÁP |
| ----- | ------------ | - | -- | - | - | -- | -- | -- | - | --------------------------- | --- | ---- | --- | --- |
| 1.    | Csepel SC    | 4 | 2  | 0 | 2 | 2  | 0  | +2 | 6 | Továbbjutott a 2. fordulóba |     | —    | 1–0 | 1–0 |
| 2.    | Mezőkövesd   | 2 | 1  | 0 | 1 | 1  | 1  | 0  | 3 |                             |     | 0–1  | —   | 1–0 |
| 3.    | Tápiógyörgye | 0 | 0  | 0 | 0 | 0  | 2  | −2 | 0 |                             | 0–1 | 0–1  | —   |     |

12. csoport
| Hely. | Csapat            | M | Gy | D | V | G+ | G– | Gk | P | Továbbjutás vagy kiesés     |     | JÁSZ | SZENT | BÉK |
| ----- | ----------------- | - | -- | - | - | -- | -- | -- | - | --------------------------- | --- | ---- | ----- | --- |
| 1.    | Jászberény        | 2 | 2  | 0 | 0 | 5  | 0  | +5 | 6 | Továbbjutott a 2. fordulóba |     | —    | 3–0   | 2–0 |
| 2.    | Szentpéterszeg    | 2 | 1  | 0 | 1 | 1  | 3  | −2 | 3 |                             |     | 0–3  | —     | 1–0 |
| 3.    | Békéscsabai Előre | 2 | 0  | 0 | 2 | 0  | 3  | −3 | 0 |                             | 0–1 | 0–2  | —     |     |

13. csoport
| Hely. | Csapat           | M | Gy | D | V | G+ | G– | Gk  | P | Továbbjutás vagy kiesés     |     | SZEG | KIS | MAGY |
| ----- | ---------------- | - | -- | - | - | -- | -- | --- | - | --------------------------- | --- | ---- | --- | ---- |
| 1.    | Szeged LC        | 2 | 2  | 0 | 0 | 12 | 1  | +11 | 6 | Továbbjutott a 2. fordulóba |     | —    | 3–0 | 9–1  |
| 2.    | Kiskunfélegyháza | 2 | 1  | 0 | 1 | 2  | 4  | −2  | 3 |                             |     | 0–3  | —   | 2–1  |
| 3.    | Magyarbánhegyes  | 2 | 0  | 0 | 2 | 2  | 11 | −9  | 0 |                             | 1–9 | 1–2  | —   |      |

14. csoport
| Hely. | Csapat       | M | Gy | D | V | G+ | G– | Gk | P | Továbbjutás vagy kiesés     |     | VÁC | KIS | MIS |
| ----- | ------------ | - | -- | - | - | -- | -- | -- | - | --------------------------- | --- | --- | --- | --- |
| 1.    | Vác FC       | 2 | 1  | 1 | 0 | 7  | 1  | +6 | 4 | Továbbjutott a 2. fordulóba |     | —   | 1–1 | 6–0 |
| 2.    | Kisléta      | 2 | 1  | 1 | 0 | 4  | 2  | +2 | 4 |                             |     | 1–1 | —   | 3–1 |
| 3.    | Miskolci VSC | 2 | 0  | 0 | 2 | 1  | 9  | −8 | 0 |                             | 0–6 | 1–3 | —   |     |

15. csoport
| Hely. | Csapat            | M | Gy | D | V | G+ | G– | Gk | P | Továbbjutás vagy kiesés     |     | KAZ | EGER | DEM | KEM |
| ----- | ----------------- | - | -- | - | - | -- | -- | -- | - | --------------------------- | --- | --- | ---- | --- | --- |
| 1.    | Kazincbarcikai SC | 3 | 2  | 0 | 1 | 7  | 2  | +5 | 6 | Továbbjutott a 2. fordulóba |     | —   | 2–0  | 1–2 | 4–0 |
| 2.    | FC Eger           | 3 | 2  | 0 | 1 | 8  | 4  | +4 | 6 | Továbbjutott a 2. fordulóba |     | 0–2 | —    | 3–1 | 5–1 |
| 3.    | Demecser          | 3 | 2  | 0 | 1 | 5  | 5  | 0  | 6 |                             |     | 2–1 | 1–3  | —   | 2–1 |
| 4.    | Kemecse           | 3 | 0  | 0 | 3 | 2  | 11 | −9 | 0 |                             | 0–4 | 1–5 | 1–2  | —   |     |

16. csoport
| Hely. | Csapat            | M | Gy | D | V | G+ | G– | Gk | P | Továbbjutás vagy kiesés     |     | BAK | NYÍR | BOR |
| ----- | ----------------- | - | -- | - | - | -- | -- | -- | - | --------------------------- | --- | --- | ---- | --- |
| 1.    | Baktalórántháza   | 2 | 1  | 1 | 0 | 4  | 3  | +1 | 4 | Továbbjutott a 2. fordulóba |     | —   | 2–2  | 2–1 |
| 2.    | Nyírség Spartacus | 2 | 0  | 2 | 0 | 3  | 3  | 0  | 2 |                             |     | 2–2 | —    | 1–1 |
| 3.    | Borsod Volán      | 2 | 0  | 1 | 1 | 2  | 3  | −1 | 1 |                             | 1–2 | 1–1 | —    |     |

## Második forduló
| 1. csapat         | Eredmény   | 2. csapat       |
| ----------------- | ---------- | --------------- |
| 1999. október 12. |            |                 |
| Baktalórántháza   | 1–3        | Kispest Honvéd  |
| Fót               | 1–0        | Diósgyőri FC    |
| Pásztó LC         | 2–3        | Vasas           |
| 1999. október 13. |            |                 |
| Bodajk FC         | 0–3        | Újpest FC       |
| Celldömölki VSE   | 0–2        | Siófok          |
| Csepel SC         | 0–3        | Dunaferr SE     |
| Debreceni VSC     | 2–1        | BKV Előre SC    |
| Kaposfüredi VSC   | 2–2 b: 7-6 | Jászberény      |
| Kazincbarcikai SC | 1–3        | Vác FC          |
| MTK Hungária      | 2–0        | Gázszer FC      |
| Pápai ELC         | 0–1        | FC Eger         |
| Szeged LC         | 0–1        | BVSC            |
| Tápiószentmárton  | 2–1        | III. kerület FC |
| Videoton          | 0–1        | Veszprém LC     |
| Zalaegerszegi TE  | 0–1 hu.    | Ferencvárosi TC |
| 1999. október 19. |            |                 |
| Győri ETO FC      | 1–0        | Haladás         |

## Nyolcaddöntő
| 1. csapat          | Eredmény | 2. csapat        |
| ------------------ | -------- | ---------------- |
| 1999. október 27.  |          |                  |
| FC Eger            | 1–2      | Vác FC           |
| Veszprém LC        | 0–3      | Debreceni VSC    |
| Kaposfüredi VSC    | 4–5      | Tápiószentmárton |
| 1999. november 3.  |          |                  |
| BVSC               | 3–0      | Fót              |
| Dunaferr SE        | 3–0      | Siófok           |
| 1999. december 1.  |          |                  |
| Vasas              | 4–1      | Ferencvárosi TC  |
| 1999. december 14. |          |                  |
| Kispest Honvéd     | 0–1      | Újpest FC        |
| 1999. december 15. |          |                  |
| Győri ETO FC       | 0–1      | MTK Hungária     |

## Negyeddöntő
| 1. csapat         | Eredmény | 2. csapat   |
| ----------------- | -------- | ----------- |
| 2000. március 14. |          |             |
| Debreceni VSC     | 3–1 hu.  | BVSC        |
| Újpest FC         | 1–2      | Vasas       |
| 2000. március 15. |          |             |
| MTK Hungária      | 1–0      | Dunaferr SE |
| Tápiószentmárton  | 2–1      | Vác FC      |

## Elődöntő
| 1. csapat         | Eredmény | 2. csapat     |
| ----------------- | -------- | ------------- |
| 2000. április 11. |          |               |
| MTK Hungária      | 4–0      | Debreceni VSC |
| Tápiószentmárton  | 1–4      | Vasas         |

## Döntő
| 2000. május 3. 17:45 |

| MTK Hungária                                               | 3–1   | Vasas           |
| ---------------------------------------------------------- | ----- | --------------- |
| Tóth A. 49' (öngól) Szilveszter 56' (öngól) Kenesei K. 76' | (0–1) | Szilveszter 12' |

| Népstadion, Budapest Nézőszám: 4000 Játékvezető: Hajdó Attila Asszisztensek: Sápi Csaba, Vámos Tibor |

| MTK HUNGÁRIA | VASAS |

| KA            |  | Babos Gábor       |  |     |
| V             |  | Komlósi Ádám      |  |     |
| V             |  | Kuttor Attila     |  |     |
| V             |  | Szamosi Tamás     |  |     |
| V             |  | Elek Norbert      |  |     |
| KP            |  | Halmai Gábor      |  |     |
| KP            |  | Buzsáky Ákos      |  | 46' |
| KP            |  | Erős Károly       |  |     |
| KP            |  | Illés Béla        |  |     |
| CS            |  | Kenesei Krisztián |  | 84' |
| CS            |  | Radu Gușatu       |  | 74' |
| Cserék:       |  |                   |  |     |
|               |  | Madar Csaba       |  | 46' |
|               |  | Nicolae Ilea      |  | 84' |
|               |  | Egressy Gábor     |  | 74' |
|               |  |                   |  |     |
|               |  |                   |  |     |
| Vezetőedző:   |  |                   |  |     |
| Henk ten Cate |  |                   |  |     |

| KA             |  | Kövesfalvi István  |  |     |
| V              |  | Juhár Tamás        |  |     |
| V              |  | Tóth András        |  |     |
| V              |  | László András      |  |     |
| KP             |  | Mónos Tamás        |  |     |
| KP             |  | Zováth János       |  |     |
| KP             |  | Szili Attila       |  | 81' |
| KP             |  | Aranyos Imre       |  | 46' |
| KP             |  | Szilveszter Ferenc |  | 78' |
| CS             |  | Kabát Péter        |  |     |
| CS             |  | Sowunmi Thomas     |  |     |
| Cserék:        |  |                    |  |     |
|                |  |                    |  |     |
|                |  |                    |  |     |
|                |  | Simek Péter        |  | 81' |
|                |  | Bekő Balázs        |  | 46' |
|                |  | Tiber Krisztián    |  | 78' |
| Vezetőedző:    |  |                    |  |     |
| Komjáti András |  |                    |  |     |

Az MTK Hungária MK-ban szerepelt játékosai: Babos Gábor (5) – Balaskó Iván (1), Buzsáky Ákos (3), Egressy Gábor (5), Elek Norbert (5), Erős Károly (5), Fehér Csaba (2), Radu Gușatu (3), Halmai Gábor (2), Nicolae Ilea (1), Illés Béla (3), Kenesei Krisztián (5), Komlósi Ádám (4), Kovács Henrik (2), Kuttor Attila (5), Madar Csaba (5), Preisinger Sándor (1), Schindler Szabolcs (2), Szamosi Tamás (5), Török Sándor (1), Vörös Péter (1)